# 韶关市田家炳中学
韶关市田家炳中学，简称“韶田”、“韶关田中”（韶关市内一般简称为“田中”或“市田中”），位于广东省韶关市武江区，为著名爱国港人田家炳先生捐资兴办，于1992年秋季成立的全日制中学。为彰田公兴学育才之卓行，韶关市人民政府特以田家炳先生令名署校。
韶关市田家炳中学为广东省一级学校、韶关市重点中学，国家级示范性普通高中，是粤北地区一所现代化程度较高的完全中学。
韶关市田家炳中学是中国最早成立的田家炳中学之一，曾被田家炳先生誉为“全国160多所田家炳中学中最突出的龙头中学”。

## 历史沿革
- 1992年，韶关市田家炳中学成立。
- 1994年，韶关市田家炳被评为广东省一级中学。
- 2003年6月，韶关市第六中学并入韶关市田家炳中学，在原六中校园改建为田家炳中学初中部。
- 2005年9月，韶关市田家炳中学与韶关市第六中学合并的三年过度期结束，韶关市田家炳中学初中部正式搬迁至原韶关市第六中学校址，高中部继续保留在原韶关市田家炳中学校址。
- 2007年12月，韶关市田家炳中学新运动场正式投入使用。
- 2012年5月，韶关市田家炳中学被评为广东省国家级示范性普通高中。[2]

## 校园建设

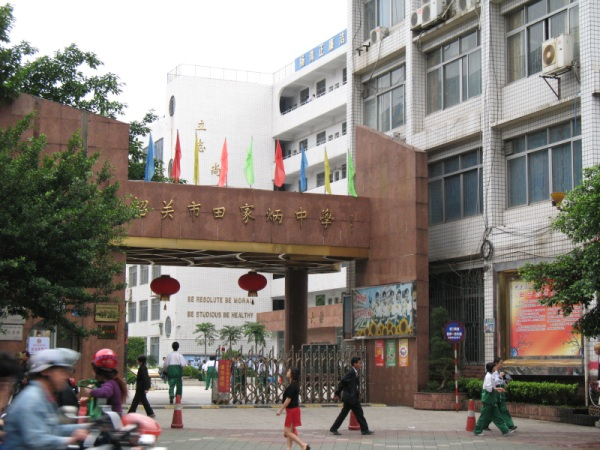
韶关市田家炳中学(高中部)

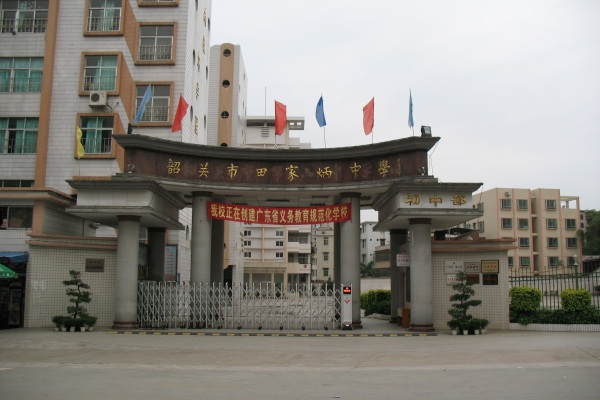
韶关市田家炳中学(初中部)

- 韶关市田家炳中学高中部
- 韶关市田家炳中学初中部

## 组织机构

### 历任校长
1. 1992年6月－1997年7月：张林
2. 1997年7月－1999年7月：朱子平
3. 1999年8月－2005年1月：余晓韶
4. 2005年2月－2014年8月：骆祖强
5. 2014年12月至今：刘炜

## 学生与教师

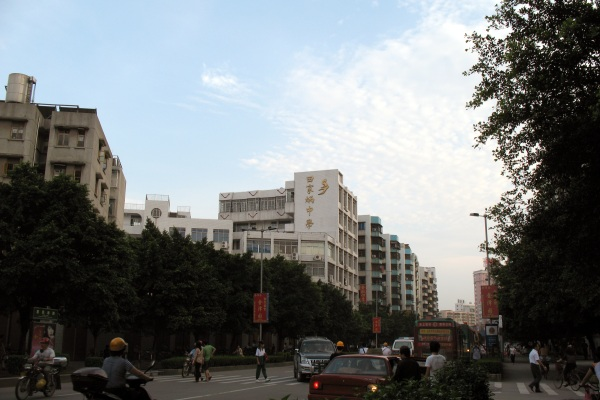
韶关市田家炳中学外景

在校学生3600余人。现有教职工近300人。初中32个教学班，高中39个教学班。
截止2010年，韶关市田家炳中学有专任教师233人，其中，特级教师4人，省市级名教师3人，市级名校长1人，市劳动模范1人，市首批十大“优秀校长”1人、十大“首席教师”1人、十佳“优秀教学能手”1人，市首批学科带头人20人，高级教师124人，具有研究生学历（含研究生课程班）教师30人。

## 著名事件
- 2002年11月3日，“塑英才，幼苗育成擎天树；创名校，汗水浇出智慧花”首届全国田家炳中学联谊会暨韶关市田家炳中学十年校庆典礼在韶关市田家炳中学隆重举行。田定先先生和多位部省市领导及嘉宾参加了这一盛典。
- 韶关市田家炳中学在2005年高考创造了“一榜六状元”的佳绩，成为当年韶关市高考夺魁最多的中学。
- 2014年6月，原韶关市田家炳中学校长骆祖强涉嫌犯罪问题被移交司法机关。同年8月11日，韶关市人民政府批准：免去骆祖强的韶关市田家炳中学校长职务。

## 所获荣誉
- 广东省国家级示范性普通高中
- 广东省“文明单位”
- 广东省“安全文明校园”
- 广东省“书香校园”
- 广东省“体育特色学校”
- 广东省“依法治校示范校”
- 广东省中小学电脑制作活动优秀组织奖
- 韶关市“文明单位”
- 韶关市“中小学行为规范示范校”
- 韶关市“师德建设先进集体”
- 韶关市“高考优胜学校”
- 韶关市“教育科研先进单位”
- 韶关市“园林单位”
- 韶关市体育传统项目（乒乓球、舞蹈等）学校
- 韶关市中小学电脑制作活动优秀组织奖
- 曾被田家炳先生誉为“全国160多所田家炳中学中最突出的龙头中学”

## 知名人物

### 任教学者
- 李达均   中学语文高级教师，广东省特级教师。现任韶关市田家炳中学语文科组长、韶关市中学语文教学研究会副理事长。韶关市首批高中语文学科带头人、韶关市首批名教师、韶关市十大“首席教师”，广东省普教系统第三期“百千万人才工程”省级名教师、广东省“南粤优秀教师”，中国当代语文教学专业委员会“全国语文教育教学名师”、教育部2011“国培计划”中学语文学科骨干教师。
- 周丽娟   中学语文正高级教师，广东省特级教师。韶关市中学语文教学研究会理事。韶关市首批高中语文学科带头人、韶关市首批名教师、广东省名教师、广东省“优秀班主任”。2011年7月退休。

### 毕业校友
- 刘丽基
- 周勇

## 参看
- 韶关市中学列表
- 田家炳中学列表